# Friedrich Tietjen
Friedrich Tietjen, född 15 oktober 1832 i Garnholt vid Westerstede, död 21 juni 1895 i Berlin, var en tysk astronom. Han upptäckte 86 Semele.
Tietjen studerade i Göttingen och Berlin, anställdes 1862 som assistent vid observatoriet i Berlin och blev 1874 professor i astronomi vid Berlins universitet samt tillika direktör för Astronomisches Rechen-Institut och utgivare av "Berliner astronomisches Jahrbuch". Från 1878 övertog han även redaktionen av "Nautisches Jahrbuch". Förutom talrika observationer av asteroider och kometer publicerade i facktidskrifter offentliggjorde han i flera årgångar av "Berliner Jahrbuch" mindre avhandlingar rörande ban- och perturbationsberäkning, av vilka kan nämnas Specielle Störungen in Bezug auf Polarcoordinaten och Formelen nebst Rechnungsschema für die Berechnung einer Planetenbahn aus drei vollständigen Beobachtungen ("Berliner Jahrbuch", 1877, 1879 och 1887). År 1868 deltog han i den tyska solförmörkelsesexpeditionen till Indien och ägnade sig efter återkomsten ett par år med studiet av protuberanser.
Asteroiden 2158 Tietjen är uppkallad efter honom.